# 740-й истребительный авиационный полк ПВО
740-й истребительный авиационный полк ПВО (740-й иап ПВО) — воинская часть истребительной авиации ПВО, принимавшая участие в боевых действиях Великой Отечественной войны.

## Наименования полка
- 283-й истребительный авиационный полк[1][2];
- 283-й истребительный авиационный полк ПВО[1][2];
- 740-й истребительный авиационный полк ПВО[1][2];
- 144-й истребительный авиационный полк ПВО[1][2];
- Войсковая часть (полевая почта) 42086[1][2].

## История и боевой путь полка
740 истребительный авиационный полк образован 9 января 1942 года переименованием из 283-го истребительного полка ПВО директивой НШ ВВС КА № 338424/сс от 09.01.1942 г. При этом полк продолжал выполнение боевой работы в составе 148-й истребительной авиационной дивизии ПВО Череповецко-Вологодского района ПВО.
В 1942—1943 годах в ходе боевой работы полк пополнялся самолётами Hawker Hurricane («Харрикейн»), ЛаГГ-3 и Curtiss P-40 («Киттихаук»). 29 июня 1943 года вместе со 148-й иад ПВО Череповецко-Вологодского района ПВО вошёл в состав войск вновь образованного Западного фронта ПВО. 18 ноября 1943 года из 148-й иад ПВО передан в состав 147-й иад ПВО Рыбинско-Ярославского района ПВО Западного фронта ПВО. Вёл боевую работу на самолётах «Харрикейн» и «Киттихаук». 31 декабря 1943 года исключён из действующей армии. В период с 1 января по 14 октября 1944 года продолжал оставаться в составе 147-й иад ПВО. 1 апреля 1944 года полк полностью перевооружён на самолёты «Киттихаук».
В апреле 1944 года в связи с реорганизацией войск ПВО страны в составе 147-й иад ПВО включён в 79-ю дивизию ПВО Северного фронта ПВО, который образован 29 марта 1944 года на базе Восточного и Западного фронтов ПВО.
6 июля 1944 года полк получил на вооружение американские истребители «Аэрокобра» и приступил к их освоению.
8 августа 1944 года 740-й истребительный авиационный полк ПВО переформирован в 144-й истребительный авиационный полк ПВО. Всего в составе действующей армии полк находился: с 9 января 1942 года по 31 декабря 1943 года.
147-й истребительной авиационной дивизии ПВО 79-й дивизии ПВО Северного фронта ПВО и переведён на новый штат 015/325. Полк имел на вооружении американские истребители Bell P-39 Airacobra («Аэрокобра»).
Всего за годы войны полком:
- Совершено боевых вылетов — 2326
- Сбито самолётов противника — 40, из них:
  - бомбардировщиков — 16
  - истребителей — 23
  - прочих типов — 1
- Свои потери (боевые):
  - лётчиков — 10
  - самолётов — 11

## Командир полка
- капитан, майор, подполковник Мальцев Александр Никитович, 23.08.1941 — 12.02.1944
- капитан, майор Мартынов Николай Александрович, 04.03.1944 — 31.01.1946